# Périgny (Charente-Maritime)
Périgny település Franciaországban, Charente-Maritime megyében. Lakosainak száma 8802 fő (2022. január 1.). Périgny Aytré, Bourgneuf, Dompierre-sur-Mer, Montroy, Puilboreau, La Rochelle és Saint-Rogatien községekkel határos.

## Népesség
A település népességének változása:
| Lakosok száma | 1737 | 3455 | 4129 | 6623 | 7811 | 8130 | 8428 | 8684 | 8741 | 8802 |
|               | 1968 | 1982 | 1990 | 2006 | 2013 | 2015 | 2017 | 2019 | 2020 | 2022 |